# Bill Lienhard
William Barner "Bill" Lienhard (Slaton (Texas), 14 januari 1930 – Lawrence (Kansas), 8 februari 2022) was een Amerikaans basketballer. Hij won met het Amerikaans basketbalteam de gouden medaille op de Olympische Zomerspelen 1952.
Lienhard speelde voor het team van de Universiteit van Kansas. Tijdens de Olympische Spelen speelde hij 5 wedstrijden. Gedurende deze wedstrijden scoorde hij 18 punten.
Na zijn carrière als speler was hij werkzaam bij een bank. Hij overleed thuis op 92-jarige leeftijd.